# Aleksander Holas
Aleksander Holas (ur. 6 grudnia 1911 w Jutrosinie, zm. 27 czerwca 1993 w Poznaniu) – polski architekt, konserwator zabytków, urbanista i pedagog.

## Życiorys

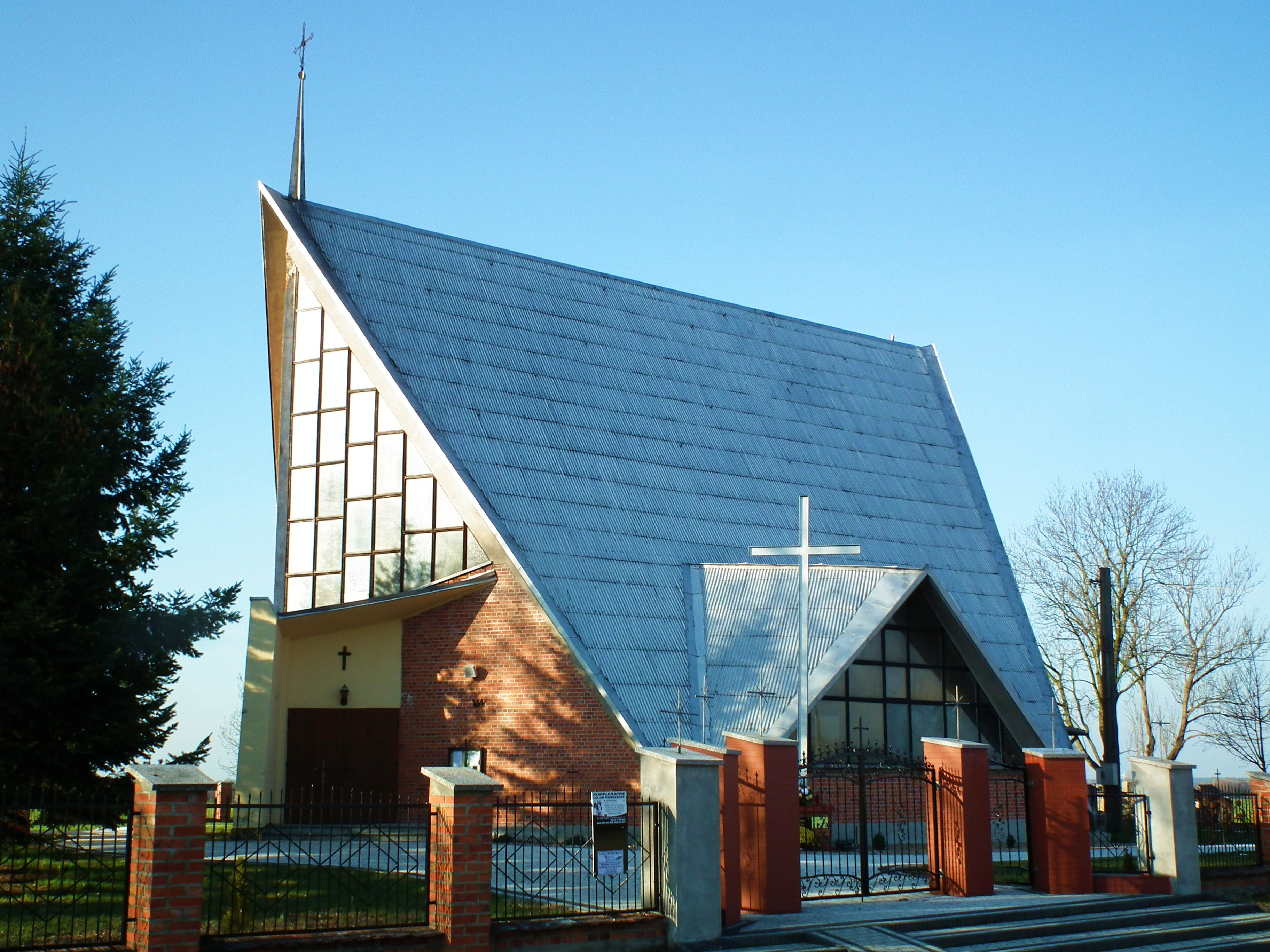
Kościół św. Marcina w Chwalborzycach

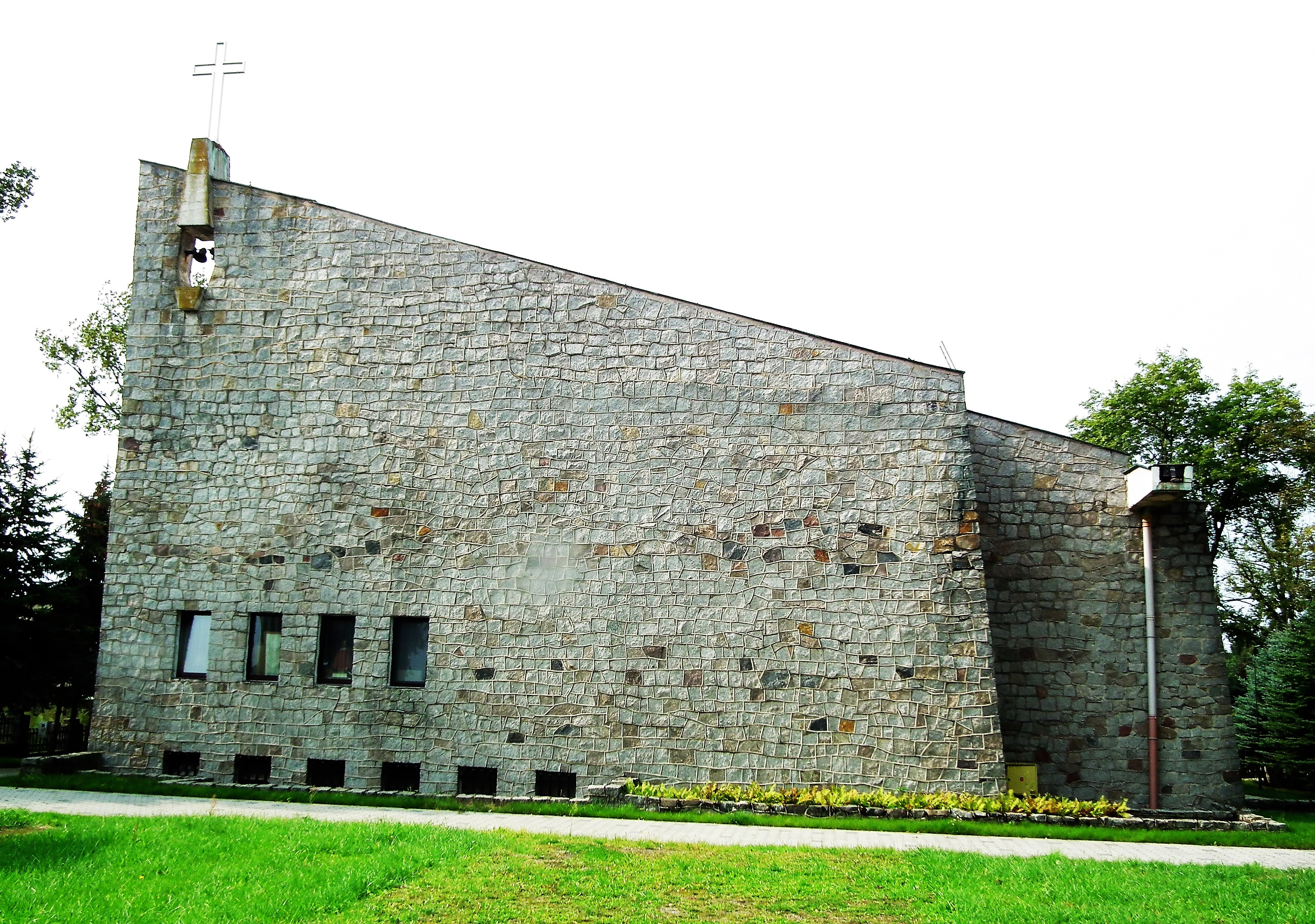
Kościół Niepokalanego Serca Najświętszej Maryi Panny i św. Wojciecha w Sędzinach

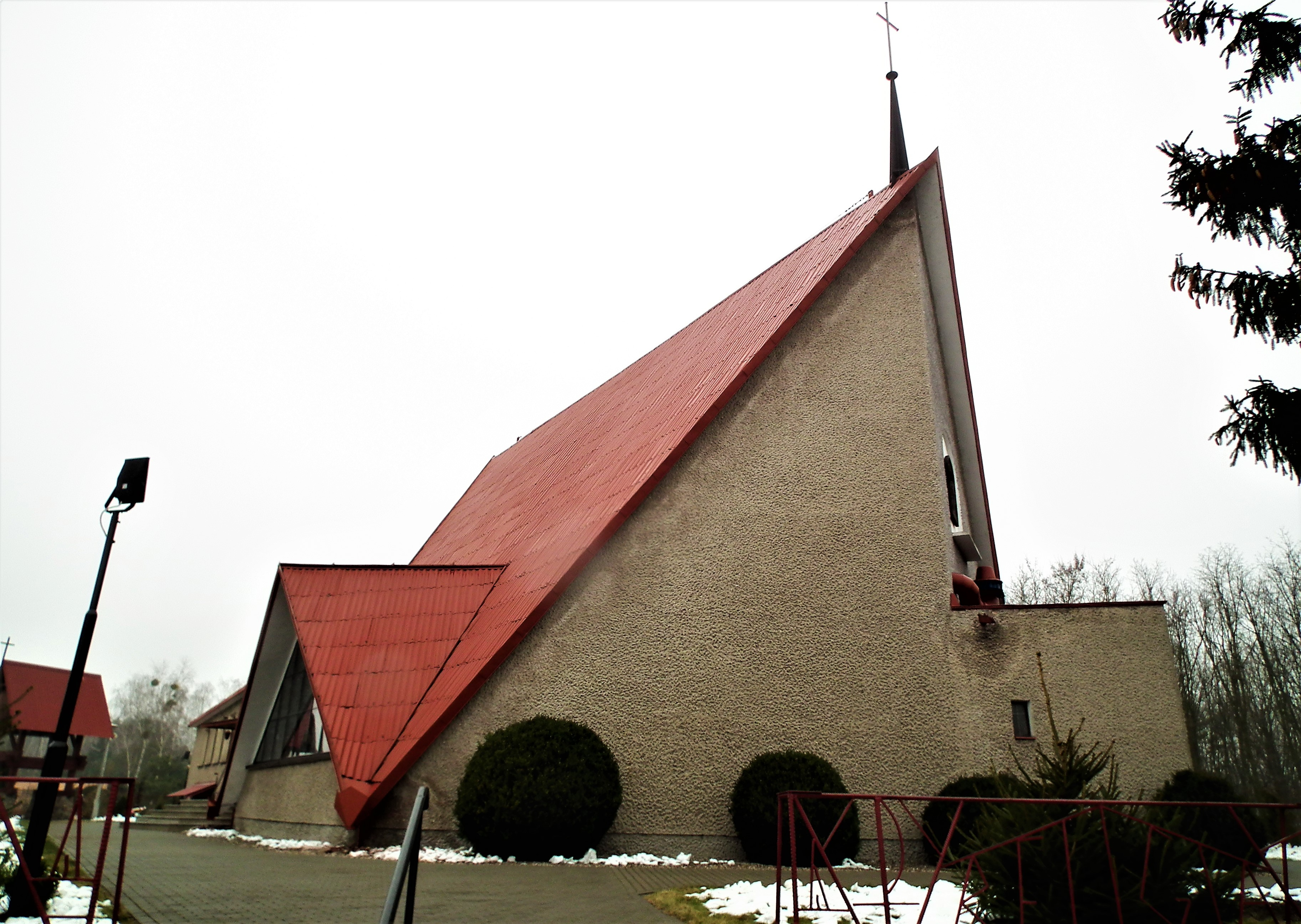
Kościół św. Bartłomieja Apostoła w Smólniku

Po ukończeniu Szkoły Podstawowej w Pobiedziskach, gdzie jego ojciec był burmistrzem, kontynuował naukę w Gimnazjum w Trzemesznie. Następnie studiował na Wydziale Architektury Politechniki Lwowskiej, który ukończył w 1939.
Podczas okupacji niemieckiej przebywał w Mielcu, gdzie do końca wojny pracował jako technik budowlany w zakładch lotniczych.
Po wojnie w Trzemesznie pracował przy odbudowie macierzystego gimnazjum spalonego podczas wojny. Jednocześnie na zlecenie Wojewódzkiego Konserwatora Zabytków zajmował się zabezpieczeniem i odbudową zabytkowych kościołów w Trzemesznie, Strzelnie oraz Gnieźnie (katedra prymasowska). Podczas prac renowacyjnych prowadzonych w kościele dawnych kanoników regularnych w Trzemesznie dokonał odkrycia międzynawowej kolumny romańskiej. W 1946 wraz z prof. Zdzisławem Kępińskim w kościele ponorbertańskim w Strzelnie dokonali odkrycia rzeźbionych kolumn romańskich oraz obudowy romańskiego tympanonu północnego.
Od lutego 1946 był zatrudniony na stanowisku architekta w Urzędzie Miejskim w Gnieźnie. Pełnił funkcję architekta kurii metropolitalnych w Gnieźnie (1948–1986) i Poznaniu (1969–1980). W 1949 przeniósł się do Poznania, gdzie utworzył Pracownię Konserwacji Zabytków, pełniąc do 1969 funkcję jej kierownika i głównego projektanta.
Równolegle pracował jako pedagog w Wyższej Szkole Sztuk Plastycznych w Poznaniu (1945–1951), później prowadził zajęcia na Uniwersytecie Poznańskim dla studentów historii sztuki (1953–1965). 
W latach 1961–1965 pracował jako starszy projektant w biurze projektów Zakładu Projektowania i Usług Inwestycyjnych Inwestprojekt. Potem w Pracowniach Konserwacji Zabytków w Poznaniu. 
W 1955 otrzymał zespołową Nagrodę Państwową II stopnia za wybitne osiągnięcia w odbudowie i wydobyciu artystycznych i historycznych wartości renesansowego Ratusza w Poznaniu.
Dwukrotnie żonaty. Po raz pierwszy ożenił się tuż przed II wojną światową, miał czterech synów. W 1967 poślubił Marię Perzyńską.
Zmarł w Poznaniu, pochowany na cmentarzu parafialnym w Luboniu (kwatera 8-3-10).

## Dzieła
Dzieła:
- odbudowa Starego Miasta w Poznaniu po zniszczeniach II wojny światowej (np. Pałac Działyńskich i Górków) – współudział,
- rekonstrukcja kościoła bernardyńskiego w Poznaniu – współudział,
- regotyzacja katedry gnieźnieńskiej – współudział,
- remont konserwatorski kościoła w Gieczu – współudział,
- 63 projekty kościołów i kaplic na terenie Polski[2], m.in.:
  - Kolegiata Najświętszej Maryi Panny Wspomożenia Wiernych w Pile[7],
  - kościół Chrystusa Odkupiciela w Poznaniu[8],
  - kościół Chrystusa Wieczystego Kapłana w Gnieźnie,
  - kościół Matki Bożej Częstochowskiej w Kole[9],
  - kościół Matki Bożej Częstochowskiej w Orzechowie[10],
  - kościół Matki Bożej Szkaplerznej w Golinie[11],
  - kościół Najświętszego Serca Jezusa w Śremie,
  - kościół Najświętszej Maryi Panny Częstochowskiej w Kozach[12],
  - kościół Najświętszej Maryi Panny Królowej Polski w Kaliszu[13],
  - kościół Niepokalanego Serca Najświętszej Maryi Panny i św. Wojciecha w Sędzinach[14],
  - kościół Niepokalanego Serca Najświętszej Maryi Panny w Czerwonaku[15],
  - kościół Opatrzności Bożej w Stalowej Woli[16],
  - kościół św. Andrzeja Boboli w Poznaniu,
  - kościół św. Antoniego Padewskiego w Poznaniu (Starołęka) – poprawki do projektu Rogera Sławskiego,
  - kościół św. Barbary w Rudnikach[17],
  - kościół św. Bartłomieja Apostoła w Smólniku[18],
  - kościół św. Brata Alberta Chmielowskiego w Częstochowie,
  - kościół św. Izydora w Biadkach,
  - kościół śś. Janów w Pile,
  - kościół św. Józefa Oblubieńca NMP we Wręczycy,
  - kościół św. Józefa Robotnika w Kraśniku,
  - kościół św. Maksymiliana Marii Kolbego w Częstochowie,
  - kościół św. Marcina w Chwalborzycach,
  - kościół Świętego Krzyża w Poznaniu[8],
  - kościół Wniebowstąpienia Pańskiego w Ochlach[19].

Według Izabeli Pileckiej-Lasik (historyka sztuki) realizacje Holasa były przykładem modernistycznego oderwania się od szeroko rozumianej tradycji chrześcijańskiej. Jego kościoły przypominały prostopadłościenne formy świeckie – domów jednorodzinnych, hal sportowych, czy fabrycznych i same z siebie nie tworzyły przestrzeni sakralnych.

## Galeria

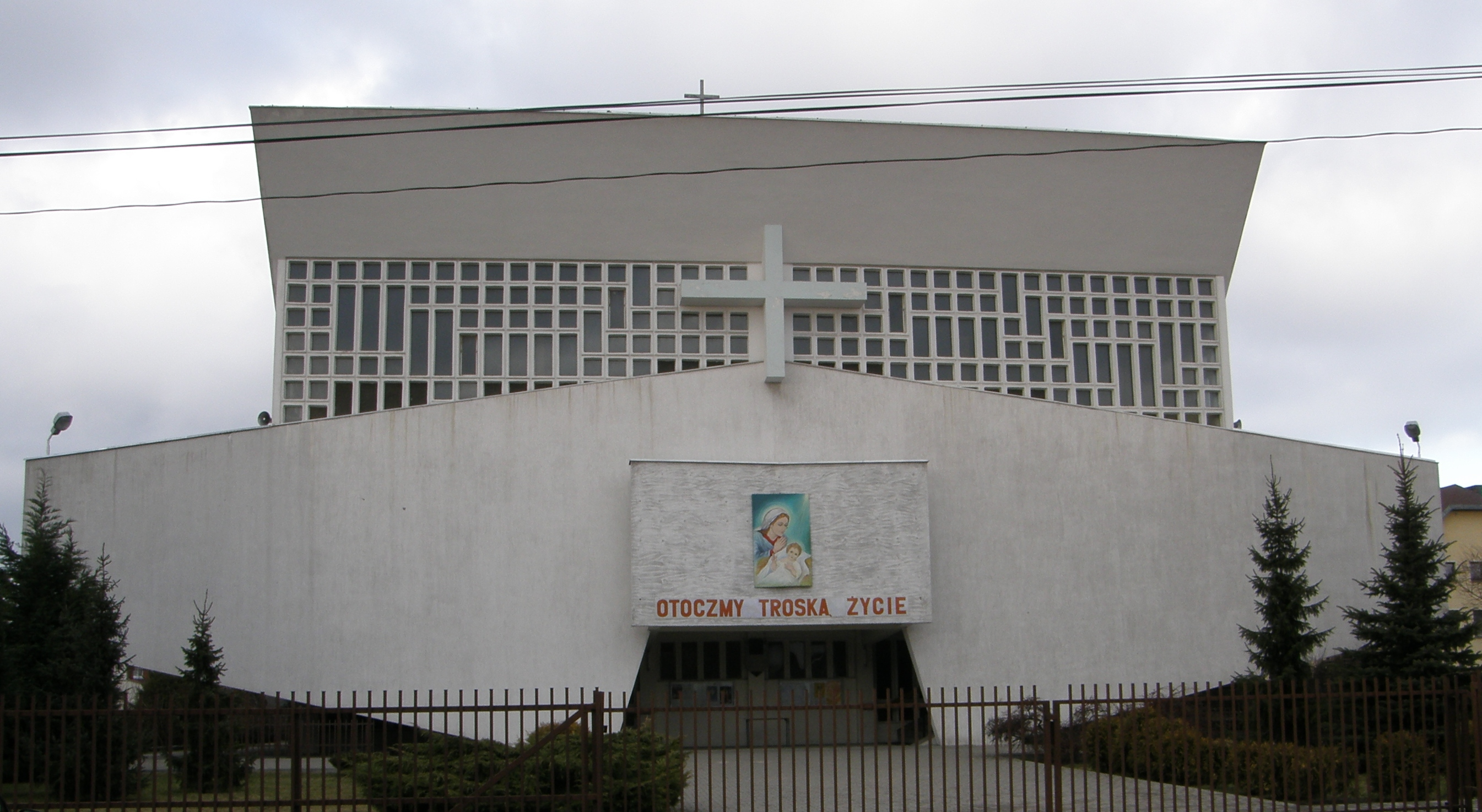
Kościół Chrystusa Odkupiciela w Poznaniu
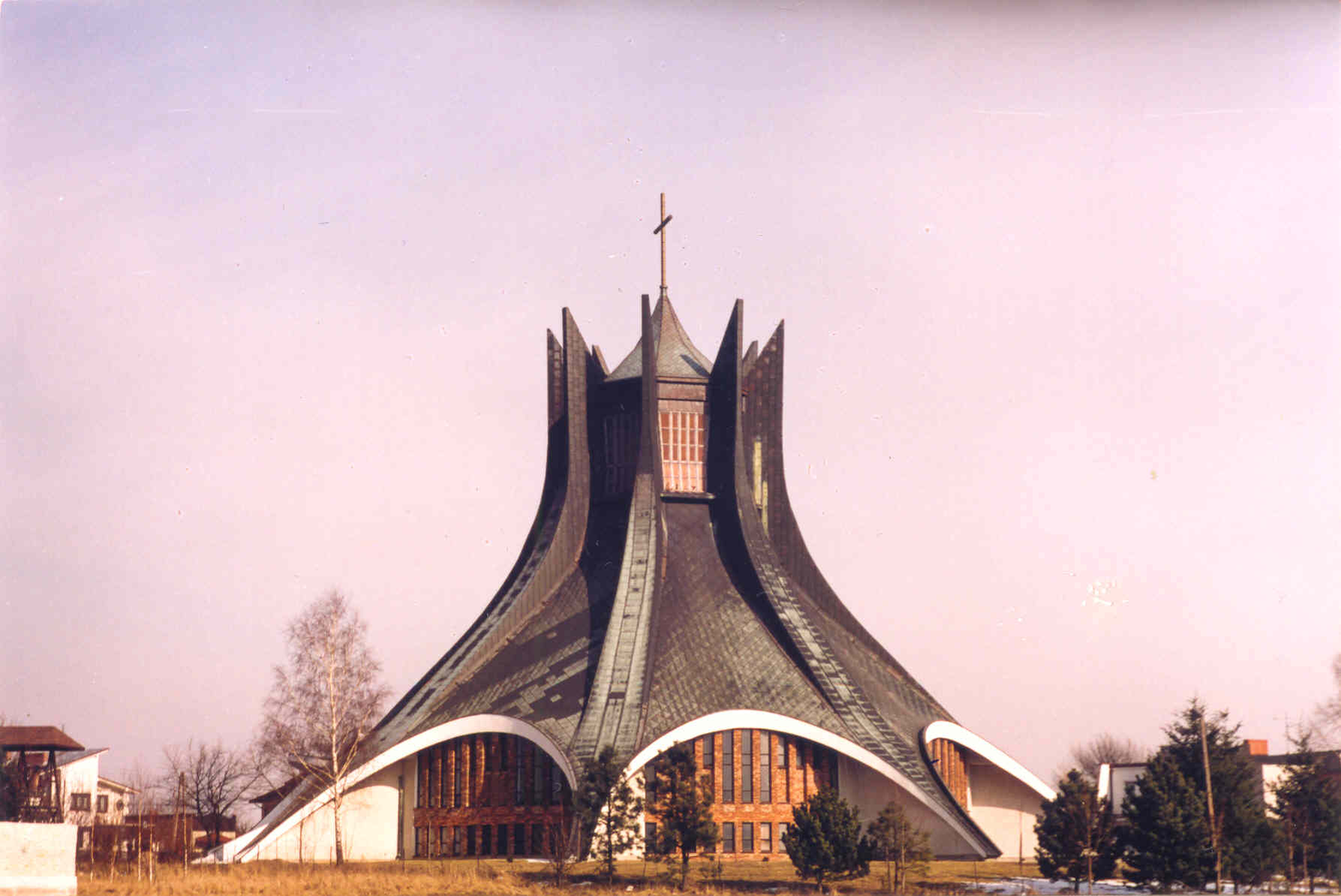
Kościół św. Brata Alberta w Częstochowie
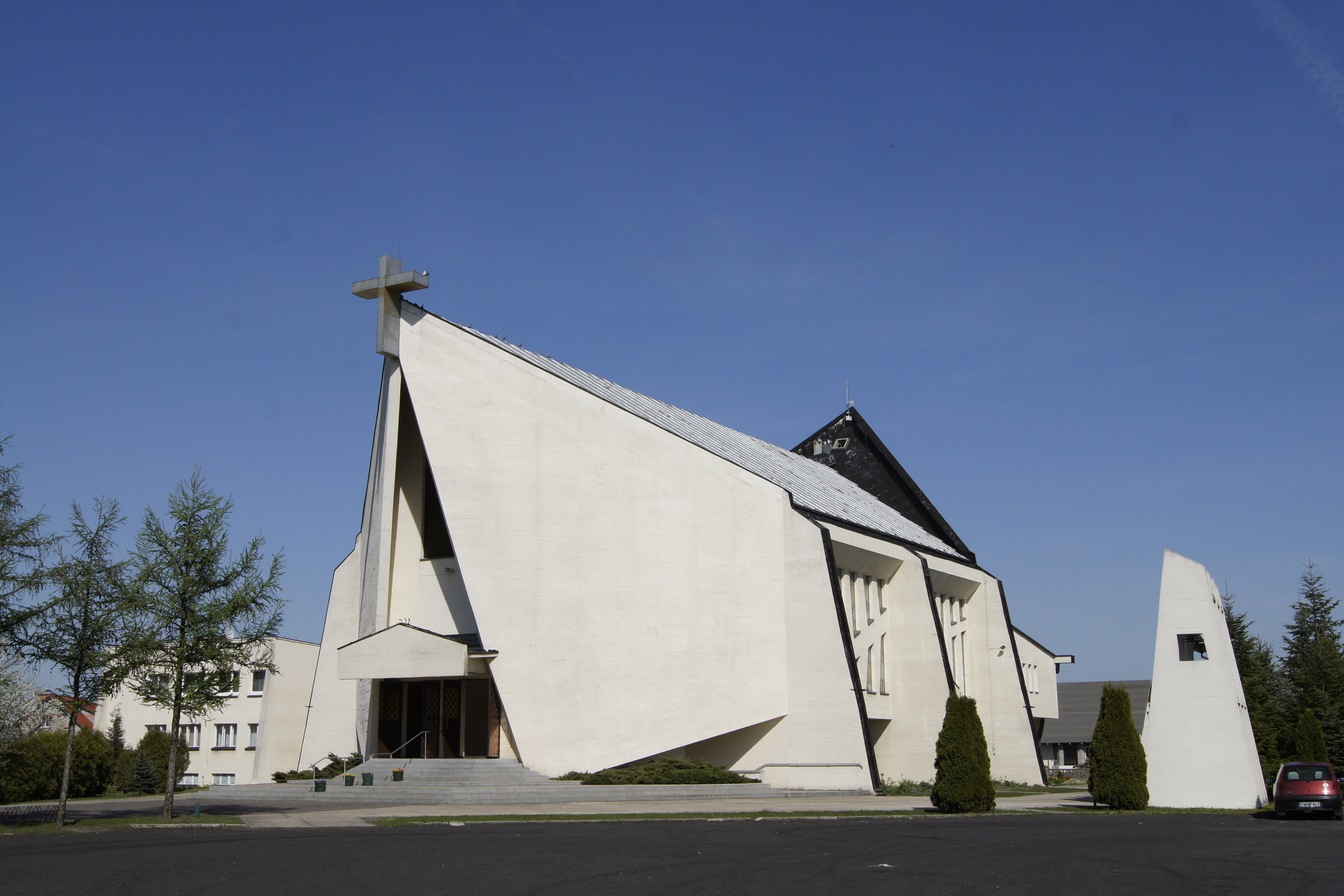
Kościół Matki Bożej Częstochowskiej w Orzechowie
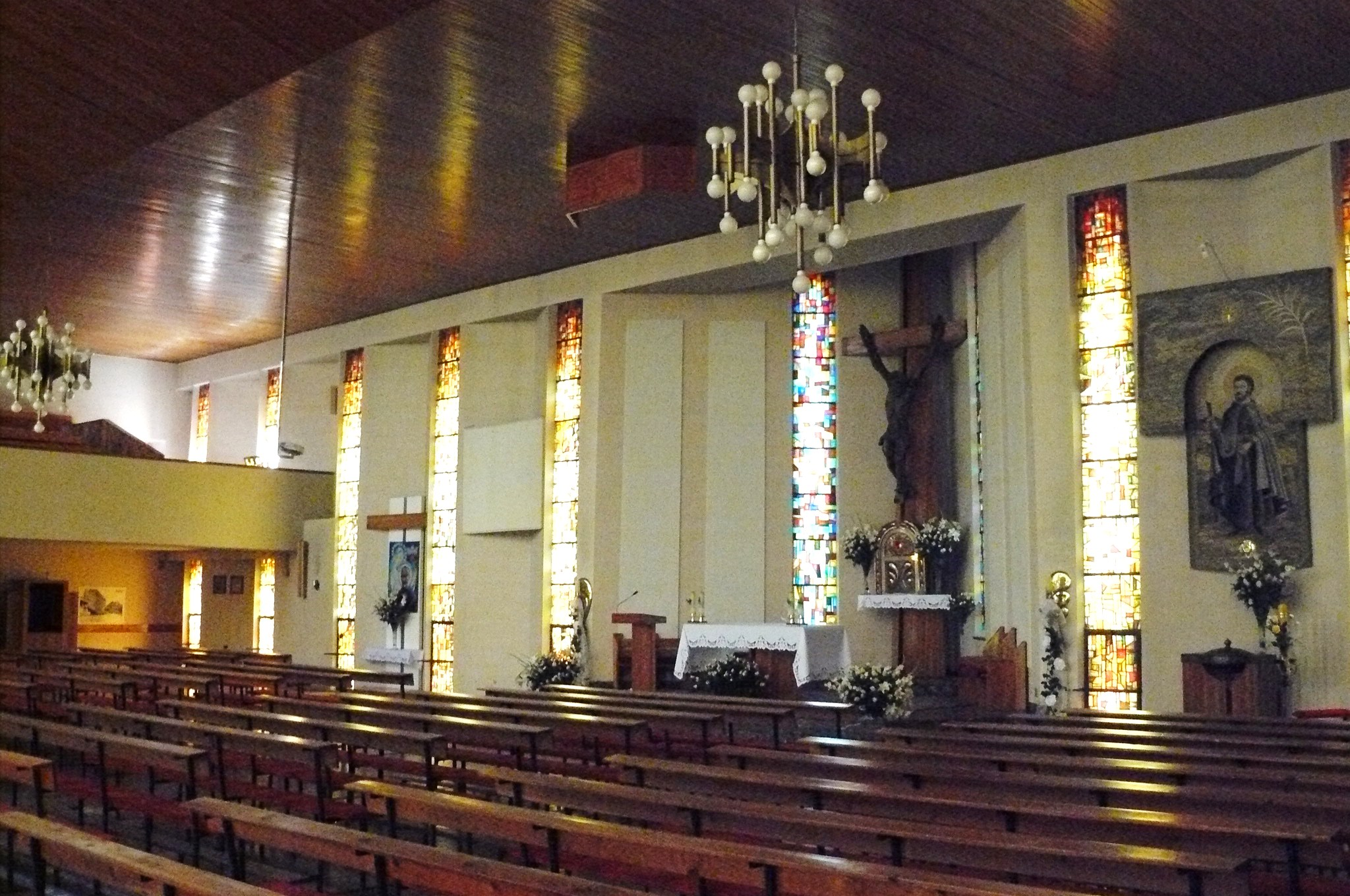
kościół św. Andrzeja Boboli w Poznaniu
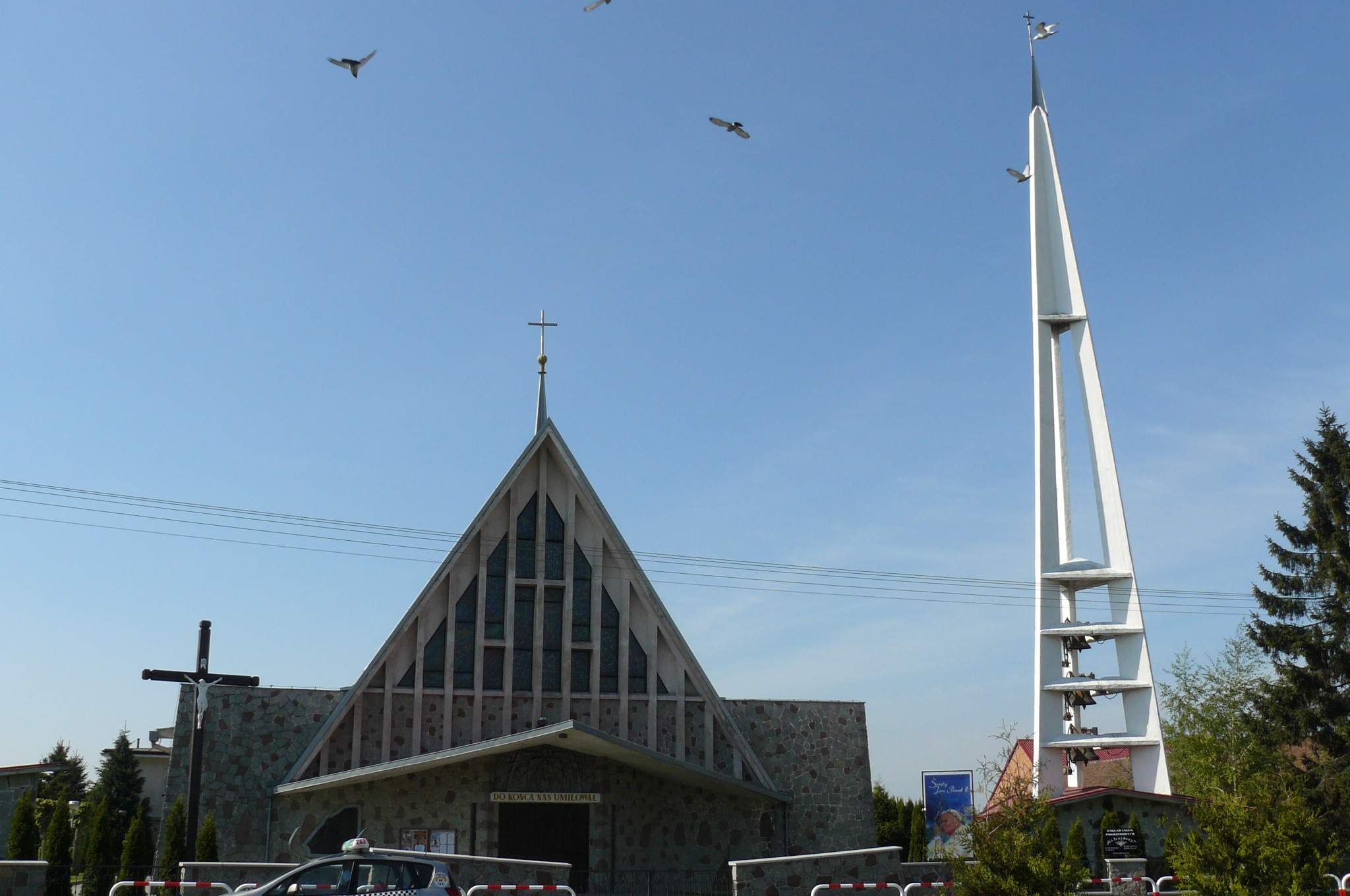
Kościół św. Izydora w Biadkach
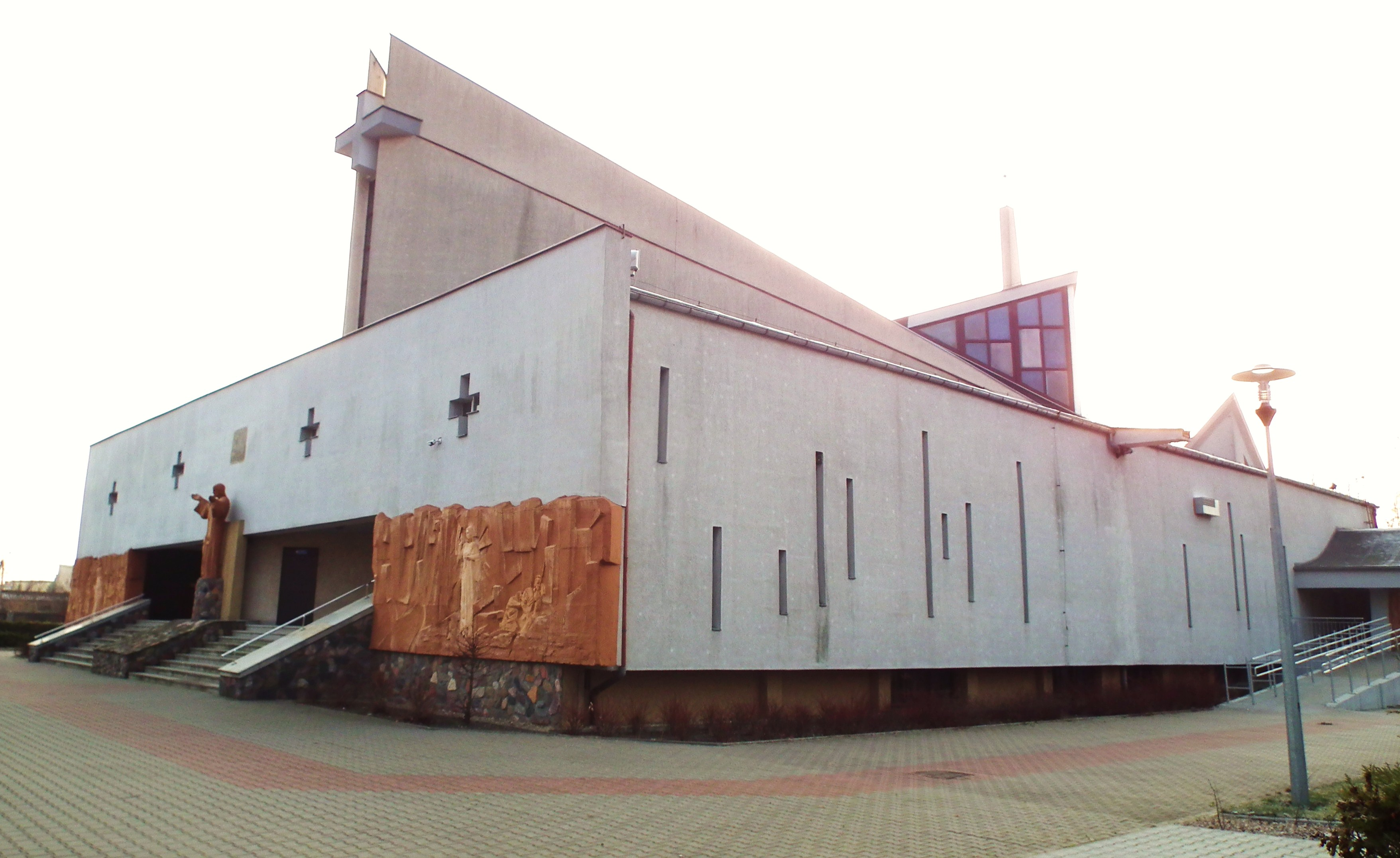
Kościół Chrystusa Wieczystego Kapłana w Gnieźnie
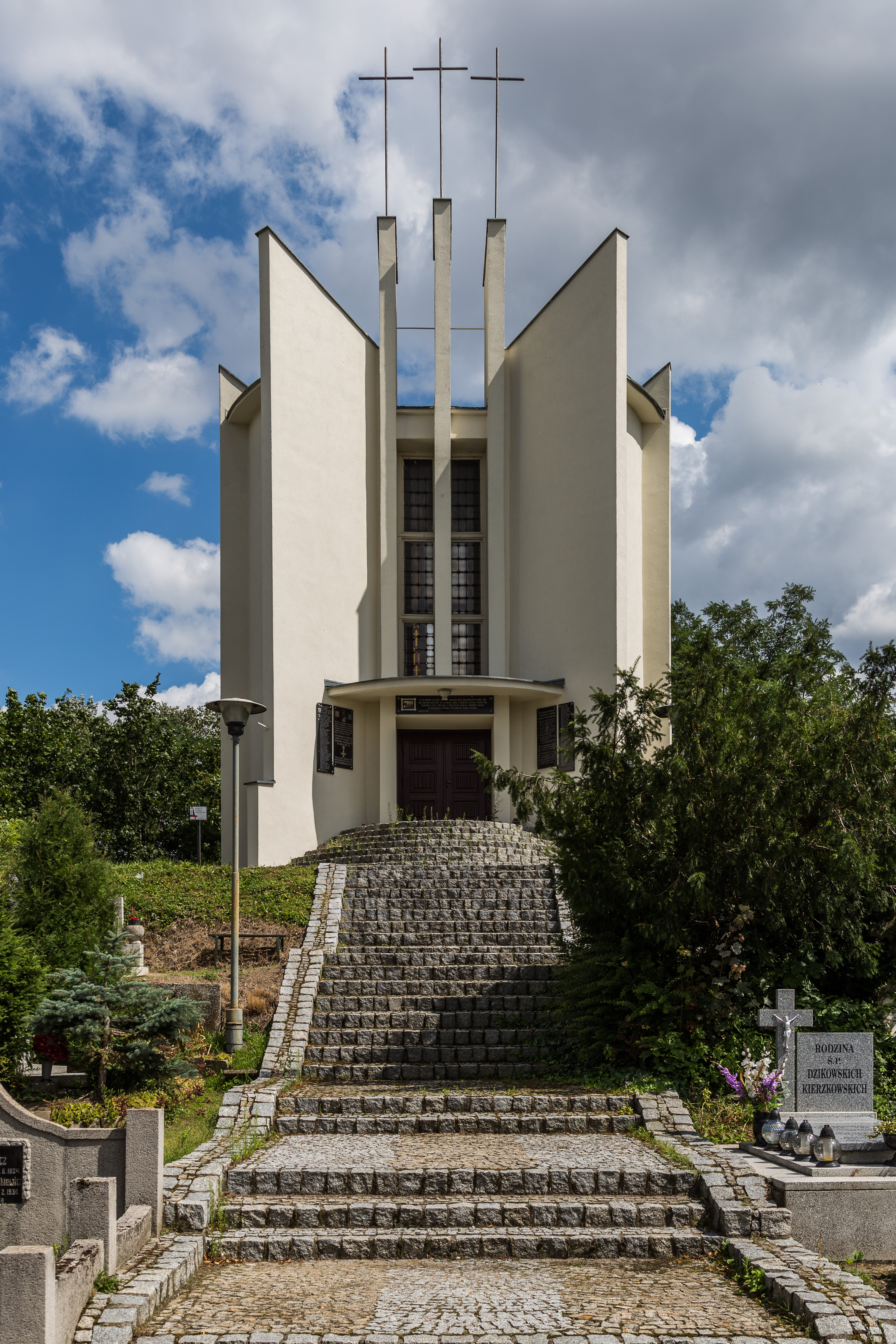
Kaplica na cmentarzu parafialnym w Mogilnie
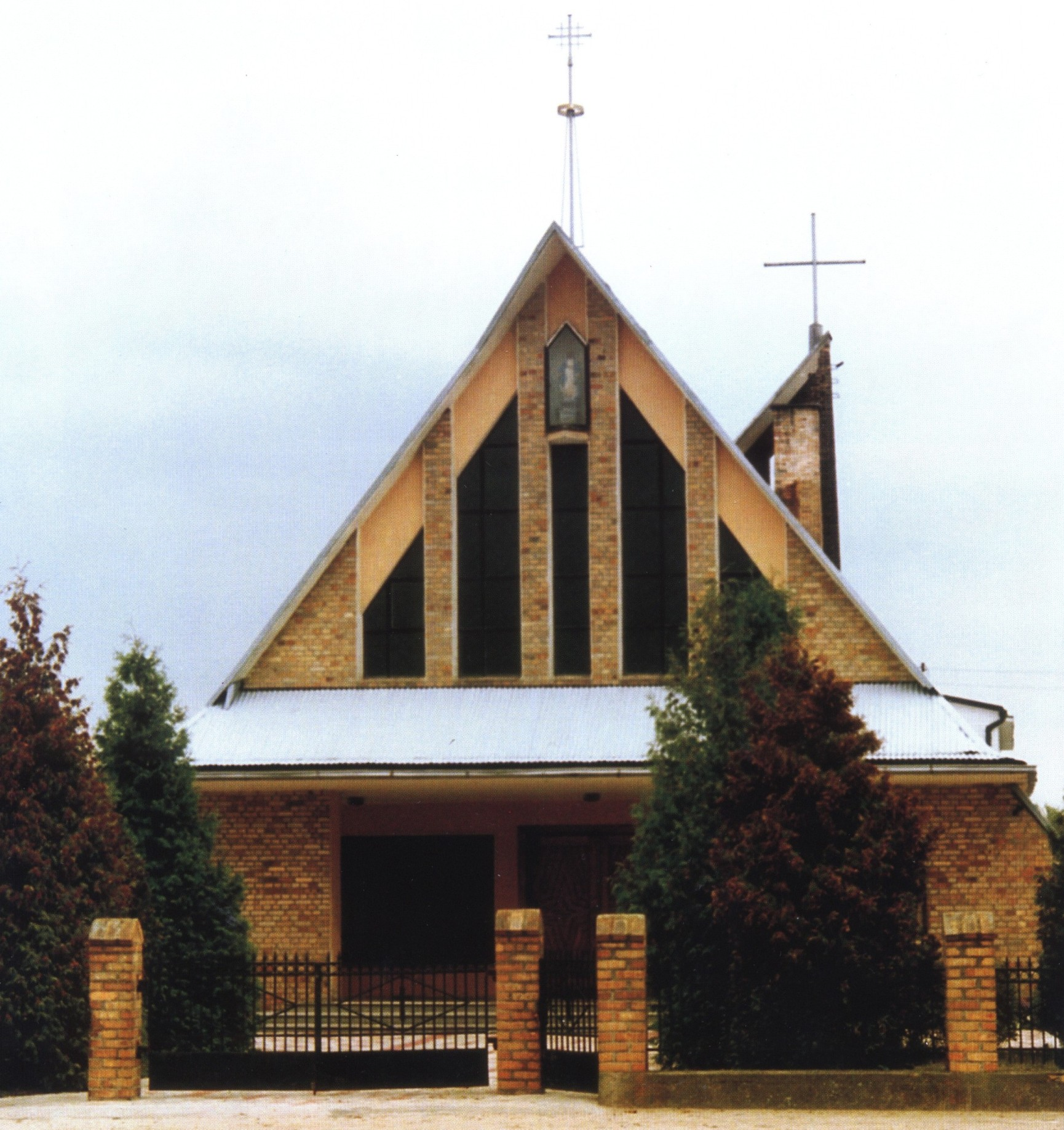
Kościół Wniebowstąpienia Pańskiego w Ochlach

## Odznaczenia
- Krzyż Pro Ecclesia et Pontyfice (Watykan, 1968)[2]